# Комунівська сільська рада
Комунівська сільська рада — орган місцевого самоврядування у Бахмутському районі Донецької області. Адміністративним центр — село Дебальцівське.

## Населені пункти
Сільській раді підпорядковані населені пункти:
- с. Дебальцівське
- с. Калинівка
- с. Логвинове

## Склад ради
Рада складається з 12 депутатів та голови.